# Moreni

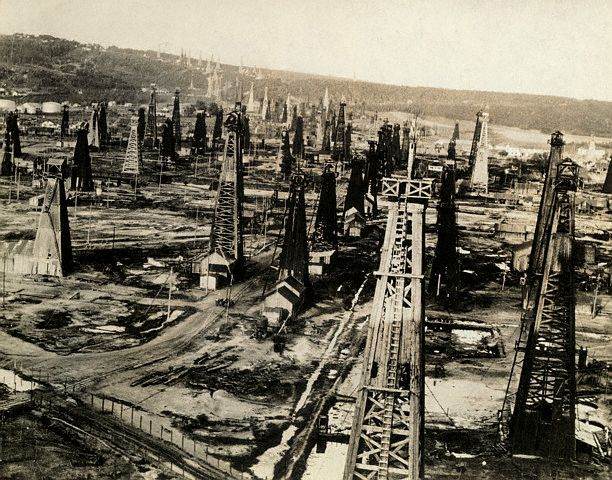
Petroleum veld nabij Moreni

Moreni is een stad in Roemenië, in het district Dâmbovița, Muntenië. De stad ligt op ongeveer 100 km afstand in het noordwesten van de Roemeense hoofdstad Boekarest en heeft een populatie van ongeveer 23.000.
Moreni was in 1691 de eerste plaats in Roemenië en de derde van de wereld waar aardolie uit de grond werd gehaald.